# Diogmites alivesi
Diogmites alivesi är en tvåvingeart som beskrevs av Carrera 1949. Diogmites alivesi ingår i släktet Diogmites och familjen rovflugor. Inga underarter finns listade i Catalogue of Life.